# Recovery Toolbox
Recovery Toolbox — семейство утилит и онлайн-сервисов по восстановлению поврежденных файлов, форматов хранения данных и паролей для различных программ.

## Бесплатные утилиты
Recovery Toolbox for CD Free
Бесплатная утилита для восстановления данных с диска, повреждённых как из-за физического влияния (царапины, воздействие жидкостей и т.д.), так и в результате программных ошибок.

Recovery Toolbox File Undelete Free
Бесплатная программа для восстановления удаленных файлов в операционной системе Windows, поддерживает файловую систему NTFS. Однако, не поддерживает восстановление данных, хранящихся на высокопроизводительных дисках (SSD).

## Условно-бесплатные утилиты
Recovery Toolbox for Flash
Условно-бесплатная утилита для восстановления удалённых файлов с различных накопителей (SD, CF, MMC и другие карты памяти, смарт медиа карты, IBM MicroDrives, Flash и USB-накопители, цифровые фотоаппараты, дискеты) с файловыми системами FAT.

Recovery Toolbox for RAR
Условно-бесплатная программа для восстановления данных из поврежденных RAR архивов. Поддерживаются все существующие форматы и степени сжатия RAR, восстановление данных из архивов с паролем и архивов, хранящихся на поврежденном носителе.
Recovery Toolbox for Excel
Условно-бесплатная утилита для восстановления поврежденных файлов Microsoft Excel — большинства табличных данных, стилей, шрифтов, листов, формул, функций, цветов ячеек и границ и прочее.
Recovery Toolbox for Outlook
Условно-бесплатная утилита для исправления ошибок, возникающих при работе с Microsoft Outlook и для восстановления данных, таких, как: письма, контакты, напоминания, встречи, задачи, заметки, календарь, журнал и другие данные из поврежденных PST и OST файлов.

## Веб-сервисы
Кроме работы в виде специализированных устанавливаемых утилит, Recovery Toolbox поддерживает восстановление данных в режиме веб-сервисов, таких как:
- форматы файлов продукции Adobe: электронных документов и презентаций Adobe Acrobat/PDF Reader[22][23] и графических файлов формата AI (Adobe Illustrator)[24]  и PSD (AdobePhotoshop),
- форматы файлов для продукции Microsoft Office: электронных таблиц Excel, электронных документов Word (включая RTF)[25], презентаций (PowerPoint) и файлов проектов (Project), электронной почты PST и OST (Outlook), DBX (Outlook Express)[26],
- форматы графических файлов: DWG (AutoCAD)[27] и CDR (CorelDraw)[28],
- форматы баз данных: ACCDB и MDB (Access)[22], DBF (FoxPro/Clipper/dBase и прочие).

## О разработчике
Recovery Toolbox, Inc. — ИТ-компания, с 2003 года занимающаяся разработкой программного обеспечения для восстановления поврежденных файлов. На сегодняшний день разработаны решения по восстановлению поврежденных файлов более 30 различных типов, создаваемых с помощью программ популярных офисных пакетов Adobe Creative Suite и Microsoft Office, и данных, хранящихся на различных носителях (жесткие диски, съемные носители, CD/DVD).